# Edwaert Collier
Pour les articles homonymes, voir Collier (homonymie).
Edwaert Collier (Bréda vers 1640 - Londres, 1708) est un peintre néerlandais du siècle d'or. Actif aux Pays-Bas et en Angleterre, il est connu pour ses natures mortes, ses vanités et ses peintures en trompe-l'œil.

## Biographie
Edwaert Collier est né vers 1640 à Bréda aux Pays-Bas. Il est probable qu'il ait étudié la peinture à Haarlem car ses premières peintures sont influencées par Pieter Claesz et Vincent Laurensz van der Vinne. En 1667, il s'installe à Leyde. Il devient membre de la guilde de Saint-Luc de Leyde en 1673. Il part s'installer successivement à Amsterdam en 1686, et à Londres en 1693, puis retourne vivre à Leyde en 1702. En 1706, il est de retour à Londres, où il travaille jusqu'au jour de sa mort en 1708.
Il est enterré le 8 septembre 1708 dans l'église Saint-James à Londres, dans le quartier de Piccadilly.

## Œuvres
- Autoportrait avec vanités (1684), huile sur toile, Honolulu Academy of Arts
- Nature morte avec un volume des 'Emblèmes' de Wither (en) (1696), The Tate Gallery, Londres
- Trompe l'œil aux journaux, lettres et ustensiles de correspondance accrochés sur un tableau en bois, The Tate Gallery, Londres
- Nature morte avec un volume de l'Emblème de Withers (1696), huile sur toile, 84 × 108 cm, Tate Britain, Londres[2]

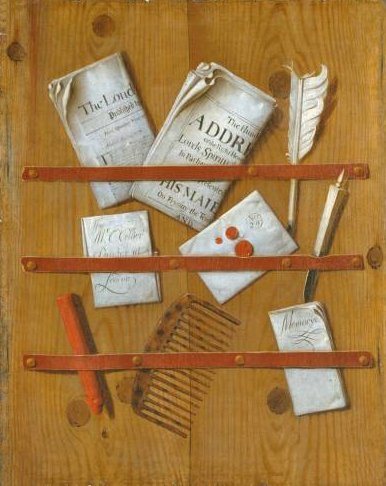
Trompe l'œil aux journaux, lettres et outils de correspondance accrochés sur un tableau en bois, Edwaert Collier
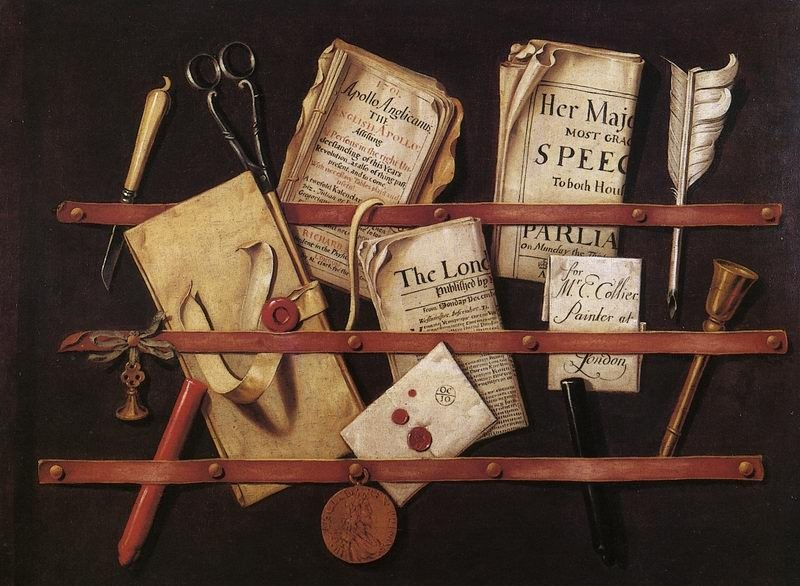
Peinture en trompe l'œil d'Edwaert Collier
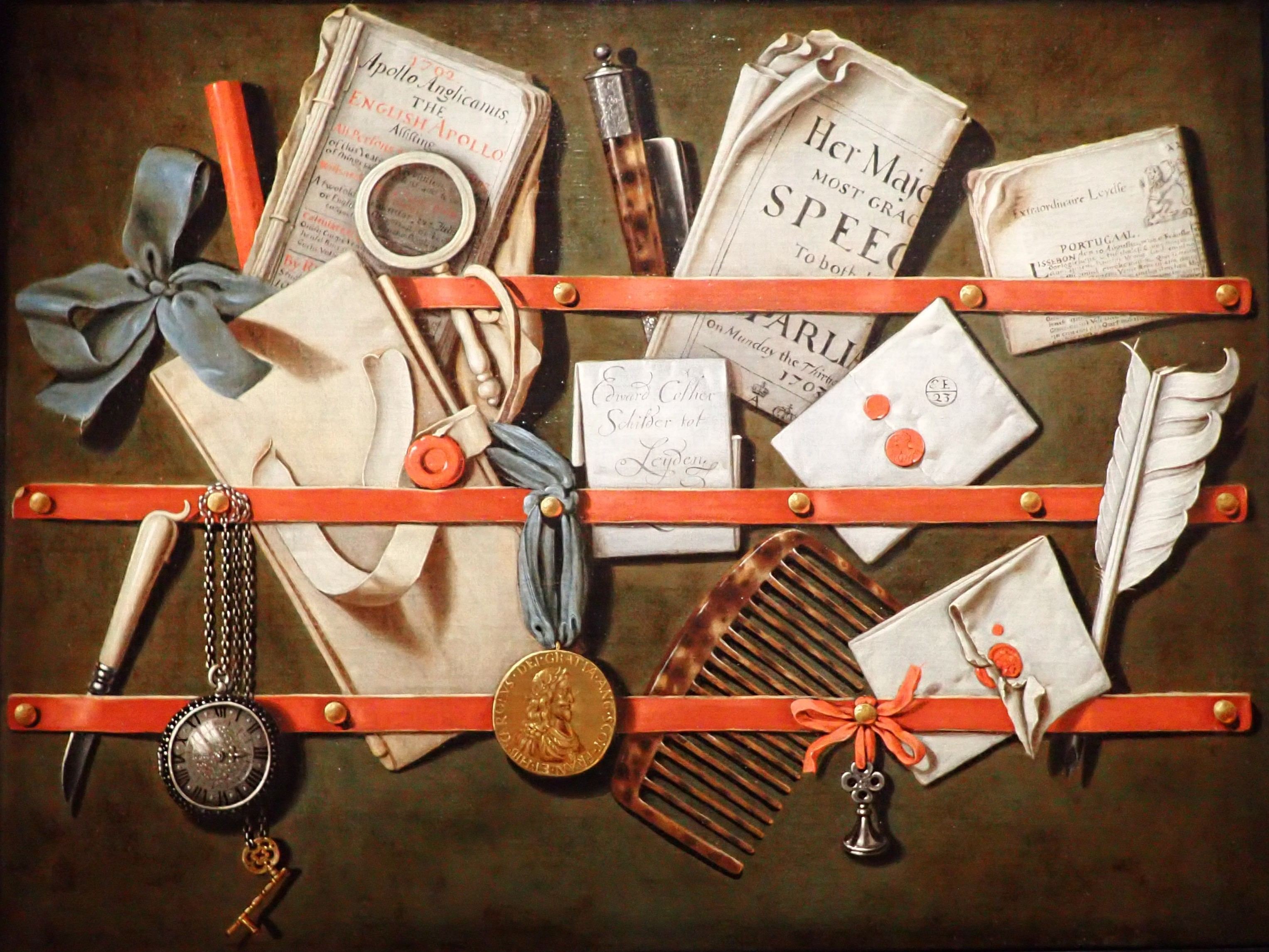
Peinture en trompe l'œil d'Edwaert Collier (Musée De Lakenhal)